# Кавата Юкі
Юкі Кавата (яп. 河田悠希, нар. 16 червня 1997) — японський лучник, бронзовий призер Олімпійських ігор 2020 року.

## Виступи на Олімпіадах
| Олімпіада  | Дисципліна        | Місце |
| ---------- | ----------------- | ----- |
| Токіо 2020 | командна першість | 3     |